# Robert Sarrabère
Robert Pierre Sarrabère (ur. 30 sierpnia 1926 w Argagnon, zm. 11 stycznia 2017 w Bordeaux) – francuski duchowny katolicki, biskup
Aire i Dax w latach 1978-2002.
Święcenia kapłańskie przyjął 29 czerwca 1950. Wyniesiony do godności biskupiej przez papieża Pawła VI w 1974 roku, jako koadiutor z prawem następstwa Roberta Bézac'a. Po jego rezygnacji z przyczyn zdrowotnych w 1978 ustanowiony ordynariuszem. Jego ingres odbył się 2 czerwca 1978 roku.
Po przekroczeniu 75. roku życia złożył rezygnację z pełnionych funkcji, którą papież Jan Paweł II oficjalnie przyjął w dniu święceń i ingresu jego następcy 29 września 2002 roku.